# Jesús Javier Ibeas Sarabia
Jesús Javier Ibeas Sarabia (Burgos, 19 de setembre de 1960), conegut habitualment com a Javier Ibeas, és un antic jugador de futbol. Format al planter del CE Castelló dins d'una de les millors generacions, va arribar a ser internacional espanyol en categories inferiors. Posteriorment va jugar sis temporades a la màxima categoria del futbol espanyol: tres amb el seu club d'origen i altres tres amb el Reial Múrcia CF.

## Estadístiques
| Club            | Temporada     | Divisió       | Lliga   | Lliga | Copa    | Copa | Copa de la Lliga | Copa de la Lliga | Total   | Total |
| Club            | Temporada     | Divisió       | Partits | Gols  | Partits | Gols | Partits          | Gols             | Partits | Gols  |
| --------------- | ------------- | ------------- | ------- | ----- | ------- | ---- | ---------------- | ---------------- | ------- | ----- |
| CE Castelló B   | 1979/80       | Preferent     | ?       | ?     | -       | -    | -                | -                | ?       | ?     |
| CE Castelló B   | Total         | Total         | ?       | ?     | -       | -    | -                | -                | ?       | ?     |
| CE Castelló     | 1979/80       | Segona A      | 25      | 1     | 5       | 0    | -                | -                | 30      | 1     |
| CE Castelló     | 1980/81       | Segona A      | 21      | 1     | 7       | 4    | -                | -                | 28      | 5     |
| CE Castelló     | 1981/82       | Primera       | 20      | 0     | 2       | 0    | -                | -                | 22      | 0     |
| CE Castelló     | 1982/83       | Segona A      | 32      | 4     | 2       | 1    | 8                | 0                | 42      | 5     |
| CE Castelló     | 1983/84       | Segona A      | 34      | 5     | 6       | 1    | 7                | 1                | 47      | 7     |
| CE Castelló     | 1984/85       | Segona A      | 34      | 5     | 9       | 4    | 4                | 1                | 47      | 10    |
| CE Castelló     | 1985/86       | Segona A      | 22      | 3     | 8       | 0    | -                | -                | 30      | 3     |
| CE Castelló     | 1986/87       | Segona A      | 15      | 4     | 3       | 0    | -                | -                | 18      | 4     |
| CE Castelló     | Total         | Total         | 203     | 23    | 43      | 10   | 18               | 2                | 264     | 35    |
| Reial Múrcia CF | 1986/87       | Primera       | 23      | 1     | ?       | ?    | -                | -                | 23      | 1     |
| Reial Múrcia CF | 1987/88       | Primera       | 32      | 2     | ?       | ?    | -                | -                | 32      | 2     |
| Reial Múrcia CF | 1988/89       | Primera       | 36      | 3     | ?       | ?    | -                | -                | 36      | 3     |
| Reial Múrcia CF | Total         | Total         | 91      | 6     | ?       | ?    | -                | -                | 91      | 6     |
| CE Castelló     | 1989/90       | Primera       | 16      | 0     | 4       | 0    | -                | -                | 20      | 0     |
| CE Castelló     | 1990/91       | Primera       | 34      | 0     | 1       | 0    | -                | -                | 35      | 0     |
| CE Castelló     | 1991/92       | Segona A      | 33      | 1     | 5       | 0    | -                | -                | 38      | 1     |
| CE Castelló     | Total         | Total         | 83      | 1     | 10      | 0    | -                | -                | 93      | 1     |
| Vila-real CF    | 1992/93       | Segona A      | 25      | 0     | ?       | ?    | -                | -                | 25      | 0     |
| Vila-real CF    | Total         | Total         | 25      | 0     | ?       | ?    | -                | -                | 25      | 0     |
| Total carrera   | Total carrera | Total carrera | 402     | 30    | 53      | 10   | 18               | 2                | 473     | 42    |